# Cratere We-ila
We-ila è un cratere sulla superficie di Ganimede.